# 莫里哀拱廊街
莫里哀拱廊街（Passage Molière）是巴黎的街巷之一，位于巴黎第三区，东西走向，起于Quincampoix 街82号，止于圣马丁街157号，长46米，宽2.75米。

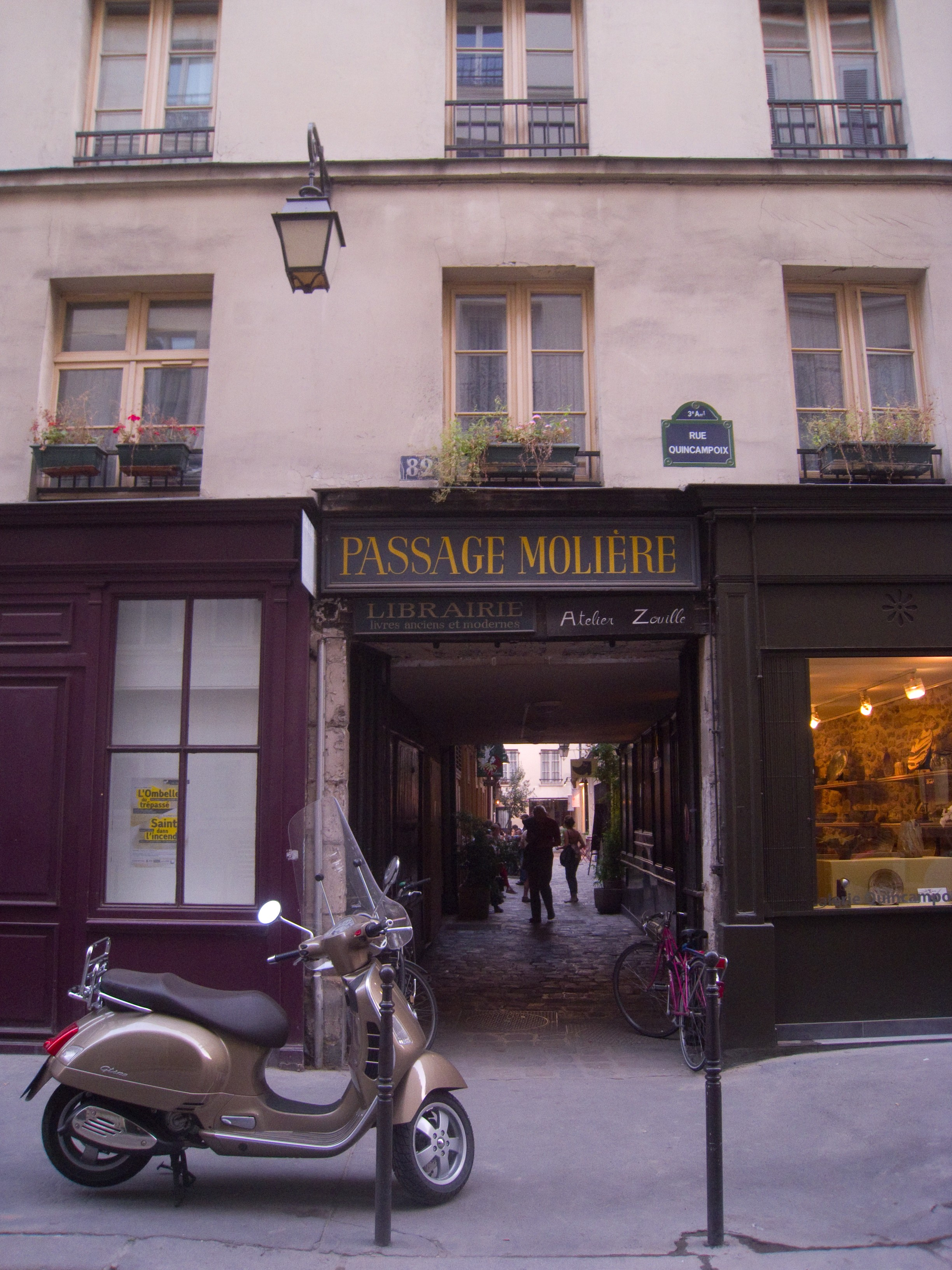

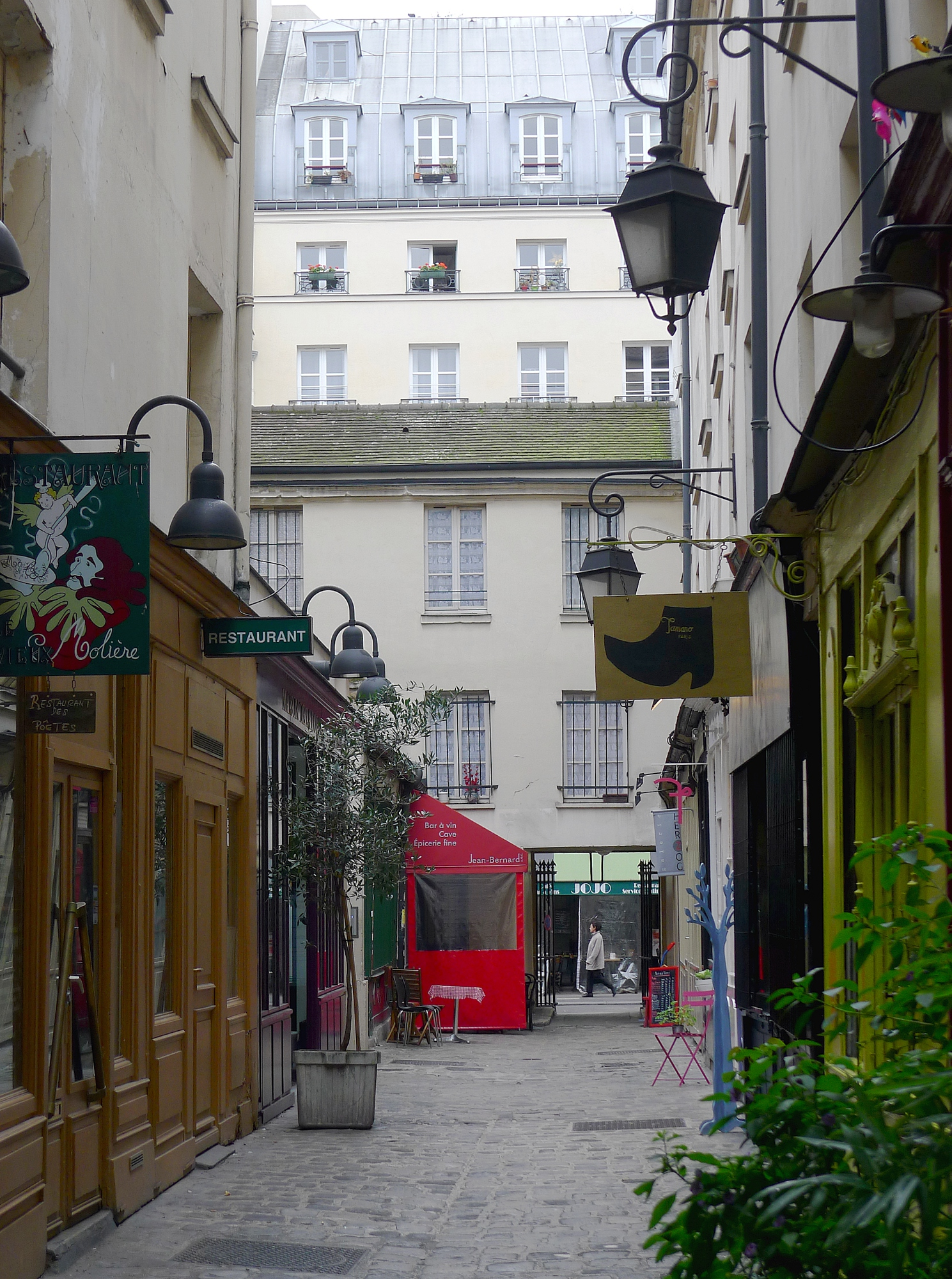

莫里哀廊街开辟于1791年，得名于已关闭的莫里哀剧院。
最近的地铁站是朗布托站（巴黎地铁11号线），和艾蒂安·马塞尔站（巴黎地铁4号线）。
莫里哀廊街于1984年列为法国历史古迹。